# Kozsány
Kozsány (szlovákul: Kožany) község Szlovákiában, az Eperjesi kerület Bártfai járásában.

## Fekvése
Bártfától 20 km-re délkeletre, a Tapoly és az Ondava között fekszik.

## Története
A települést 1406-ban, más forrás szerint 1350-ben említik először.
A 18. század végén Vályi András így ír róla: „KOZÁNY. Elegyes falu Sáros Várm. földes Ura G. Áspermont Uraság, lakosai katolikusok, fekszik Kurimához nem meszsze, mellynek filiája, határja hegyes, nem igen termékeny, legelője, és fája elég van.”
Fényes Elek 1851-ben kiadott geográfiai szótárában így ír a faluról: „Kozsán, Sáros vm. orosz falu, Kurima fil., 33 romai, 235 g. kath., 11 zsidó lak. F. u. gr. Erdődy, gr. Szirmay. Ut. p. Bártfa.”
A trianoni diktátum előtt Sáros vármegye Girálti járásához tartozott.

## Népessége
| Év:            | 1994. | 2004.   | 2014.    | 2024.    |
| -------------- | ----- | ------- | -------- | -------- |
| Emberek száma: | 128   | 138     | 119      | 102      |
| Eltérés:       |       | +7,81 % | -13,76 % | -14,28 % |

| Év:            | 2023. | 2024.   |
| -------------- | ----- | ------- |
| Emberek száma: | 99    | 102     |
| Eltérés:       |       | +3,03 % |

1910-ben 170, többségben ruszin lakosa volt, jelentős szlovák kisebbséggel.
2001-ben 131 lakosából 130 szlovák volt.
2011-ben 127 lakosából 99 szlovák.

## Neves személyek
- Itt született 1935-ben Juraj Pavúk szlovák régész.

## Nevezetességei
- Görögkatolikus fatemploma a 18. század második felében épült, elődje 15. századi gótikus templom volt. Ikonosztáza és berendezése 18. századi.